# Parque Raposo Tavares
O Parque Raposo Tavares é um parque municipal administrado pela Secretaria do Verde e do Meio Ambiente da cidade de São Paulo. Localiza-se no bairro de Jardim Dracena, na altura do quilômetro 14,5 da Rodovia Raposo Tavares, no distrito homônimo. Inaugurado em 1981, foi o primeiro parque da América do Sul a ser construído sobre um aterro sanitário.
Possui 195.000 metros quadrados de extensão, englobando bosques e áreas ajardinadas, com mais de quarenta espécies de árvores nativas do Brasil. Serve de abrigo a mais de trinta espécies de aves, répteis e pequenos mamíferos. Possui infraestrutura para a prática de atividades esportivas, culturais e de lazer. Localizam-se no parque o Centro de Referência em Segurança Alimentar e Nutricional Sustentável e uma das unidades dos Bosques da Leitura do Sistema Municipal de Bibliotecas.

## História
Até o início da década de 1960, a área onde hoje se encontra instalado o Parque Raposo Tavares era um grande terreno de propriedade particular, abrangendo 190.926 m². Em 1965, o então prefeito Francisco Prestes Maia desapropriou o terreno, declarando-o de utilidade pública e reservando-o para a execução de serviços de limpeza. Três anos mais tarde, o terreno foi cedido para a Administração Regional de Pinheiros e passou a ser utilizado como depósito de lixo.
Na década de 1970, entraram para a pauta do poder público municipal as discussões sobre questões ambientais urbanas, nomeadamente a destinação dos resíduos sólidos, cujo volume crescera exponencialmente em função da explosão demográfica paulistana, intensificada nas décadas anteriores. É nesse contexto que surgem as propostas de construção dos primeiros aterros sanitários de São Paulo, visando ordenar a disposição e destinação final dos resíduos urbanos, ainda que carecessem da infraestrutura sanitária dos aterros atuais.
O primeiro aterro paulistano a ser inaugurado foi o de Lauzane Paulista, em 1974. Em seguida, foram criados os aterros de Jardim Damasceno e Engenheiro Goulart e, em julho de 1975, o antigo depósito de lixo de Raposo Tavares foi oficialmente convertido em aterro sanitário. Neste mesmo ano, o "lixão de Raposo Tavares", como era conhecido, foi tema de um documentário do cineasta João Batista de Andrade, intitulado Restos. O documentário registrava a miséria da população cuja sobrevivência dependia da coleta dos resíduos depositados no local, bem como repressão policial a que estava sujeita.
O aterro teve sua área gradualmente ampliada entre 1972 e 1977, agregando lotes lindeiros ao terreno, visando ampliar sua capacidade. Funcionou até agosto de 1979, quando foi desativado, encontrando-se já saturado. Após a desativação do aterro, surgiu o projeto de transformar o espaço em um parque público. O projeto retomava uma das ideias originais para o uso do terreno: em 1961, antes mesmo de sua desapropriação, já existia uma proposta de utilizar a área para fins recreativos.
Em 1981, foi inaugurado o Parque Raposo Tavares, herdando o nome do distrito em que se localiza, dado em homenagem ao bandeirante Antônio Raposo Tavares, um dos responsáveis pela expansão do território da então colônia portuguesa. Foi o primeiro parque da América do Sul a ser construído sobre um aterro sanitário. Essa particularidade histórica explica algumas de suas características peculiares: o solo do parque é formado por camadas compactadas e intercaladas de lixo e de terra, sendo revestidas por uma grossa camada de argila, cujo propósito é diminuir a emanação de gases, e por uma outra camada de terra, que serve de substrato à vegetação. Esta, por sua vez, é totalmente introduzida e tem seu crescimento dificultado pelas características mencionadas.
Não obstante as dificuldades provenientes da adaptação de um antigo depósito de lixo à função de parque, o projeto teve impacto significativo para a qualidade de vida da população do entorno, majoritariamente composta por famílias de baixo poder aquisitivo, residindo em uma área caracterizada pela presença de diversas favelas, ao diminuir sensivelmente, ou mesmo extinguir, problemas como a proliferação de doenças, o mau cheiro e a poluição visual, bem como ao proporcionar uma área para a prática de atividades recreativas, esportivas e de contemplação da natureza.

## Infraestrutura e atividades

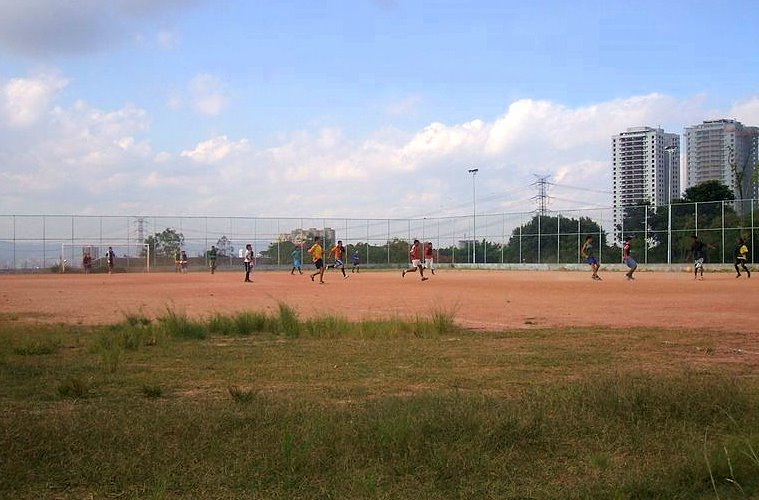
Campo de futebol do parque

O Parque Raposo Tavares possui uma área total de 195.000 m², sendo 193.460 m² referentes à área interna ao gradil e 1.540 m² a área da calçada externa. A vegetação ocupa 185.260 m² e as quadras, pisos e edificações aproximadamente 9.000 m². A frequência diária é de aproximadamente 100 visitantes nos dias úteis, 300 pessoas aos sábados e 360 pessoas aos domingos e feriados.
O parque é dotado de um conjunto de quadras poliesportivas, um campo de futebol, campinhos de terra, campo de malha, pista de cooper, playground, áreas de estar, aparelhos de ginástica, churrasqueiras, bebedouros e sanitários. Conta com uma unidade dos "Bosques da Leitura", espaços mantidos pelo Sistema Municipal de Bibliotecas que disponibilizam livros e periódicos para consulta aos fins de semana, em diferentes pontos da cidade. Eventualmente o Bosque da Leitura do parque organiza a "Feira de Troca de Livros e Gibis", atividade que visa estimular o público a renovar seus acervos bibliográficos pessoais, sem custos. Nos arredores do parque também funciona o Centro de Referência em Segurança Alimentar e Nutricional Sustentável, órgão responsável por estabelecer intervenções sócio-educativas em tópicos como acesso aos alimentos e alimentação saudável, visando estimular a saúde e a qualidade de vida.
Em janeiro de 2009, um estudo publicado pelo Sindicato Nacional das Empresas de Arquitetura e Engenharia Consultiva (Sinaenco) apontou o Parque Raposo Tavares como o pior, dentre 41 parques municipais avaliados, em termos de conservação e manutenção da infraestrutura.

## Flora e fauna

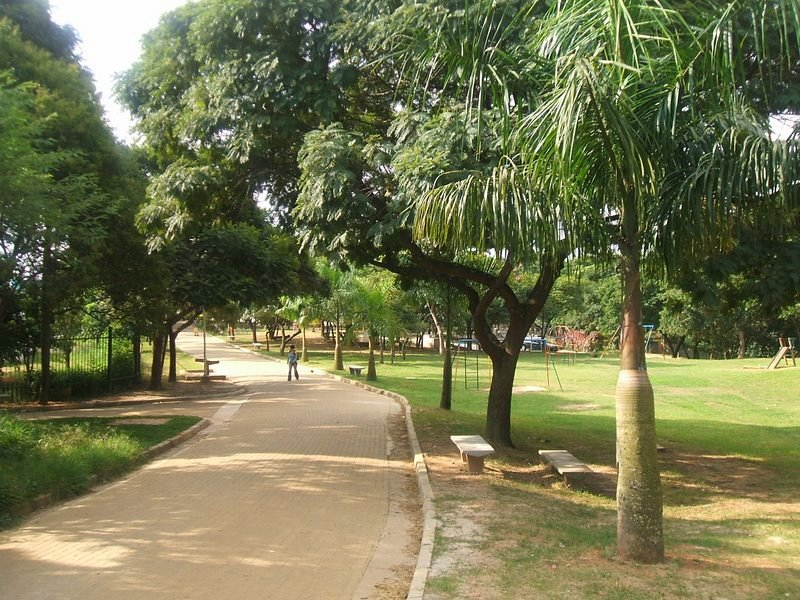
Vista parcial do parque

Por ter sido construído em cima de um aterro sanitário desativado (com mais de dois milhões de toneladas de resíduos), o Parque Raposo Tavares tem uma vegetação inteiramente introduzida. O solo do parque é composto por camadas compactadas e intercaladas de resíduos e de terra, recobertas por uma camada de argila, que tem por objetivo diminuir a emanação de gases, e, sobre esta, uma camada de terra onde foram plantadas as espécies vegetais. Tal característica dificulta o crescimento da flora local. As espécies arbóreas, em especial, apresentam problemas de desenvolvimento e fixação no substrato. O parque pertence à bacia hidrográfica do córrego Pirajuçara e seu terreno se situa em área de antiga cabeceira de drenagem, sobre maciço gnássico.
A área verde é dividida em espaços ajardinados e bosques baixos, com 46 espécies arbustivas e arbóreas, incluindo três espécies de palmeiras, e diversas espécies herbáceas, gramíneas e leguminosas. Encontram-se representados exemplares nativos e exóticos, tais como tamboril, pau-ferro, palmeira seafórtia, acácia negra, faveira, jerivá, quaresmeira, paineira, pau-formiga, sibipiruna, resedá e urucum, entre outros.
O parque encontra-se inserido em uma área com vegetação relativamente abundante, se comparado a outras regiões mais adensadas da cidade de São Paulo. Esse fator contribui para a existência de um grande número de aves (31 espécies identificadas), incluindo espécies como o periquito-rico, a coruja-buraqueira, a coruja-do-mato, a andorinha-pequena-de-casa, o bem-te-vi-do-gado, o chupim e o tico-tico, além de espécies migratórias, como o suiriri e o andorinhão-do-temporal. Na fauna do parque também estão representados répteis inofensivos, como cobras não venenosas, e pequenos mamíferos, como gambás e preás.